# ماثيو تريفور
ماثيو تريفور (1 سبتمبر 1982 بليستر في المملكة المتحدة - ) (بالإنجليزية: Matthew Trevor)‏ هو لاعب كريكت بريطاني. لعب مع Leicestershire Cricket Board ‏.

## وصلات خارجية
- ماثيو تريفور على موقع إي آس بي آن كريك إنفو (الإنجليزية)